# Yang Jiaxing
Yang Jiaxing (en chino: 杨家兴; 15 de agosto de 1998) es un deportista chino que compite en gimnasia artística. Ganó una medalla de oro en el Campeonato Mundial de Gimnasia Artística de 2022, en la prueba por equipos.

## Palmarés internacional
| Campeonato Mundial | Campeonato Mundial      | Campeonato Mundial | Campeonato Mundial   |
| Año                | Lugar                   | Medalla            | Prueba               |
| ------------------ | ----------------------- | ------------------ | -------------------- |
| 2022               | Liverpool (Reino Unido) | Medalla de oro     | Concurso por equipos |